# Bodebarsaien
Bodebarsaien (en népalais : बुदेबारसैएं) est un comité de développement villageois du Népal situé dans le district de Saptari. Au recensement de 2011, il comptait 5 633 habitants.